# Brenthonne
Brenthonne is een gemeente in het Franse departement Haute-Savoie (regio Auvergne-Rhône-Alpes). De plaats maakt deel uit van het arrondissement Thonon-les-Bains. Brenthonne telde op 1 januari 2022 1.116 inwoners.

## Geografie
De oppervlakte van Brenthonne bedroeg op 1 januari 2022 8,38 vierkante kilometer; de bevolkingsdichtheid was toen 133,2 inwoners per km².

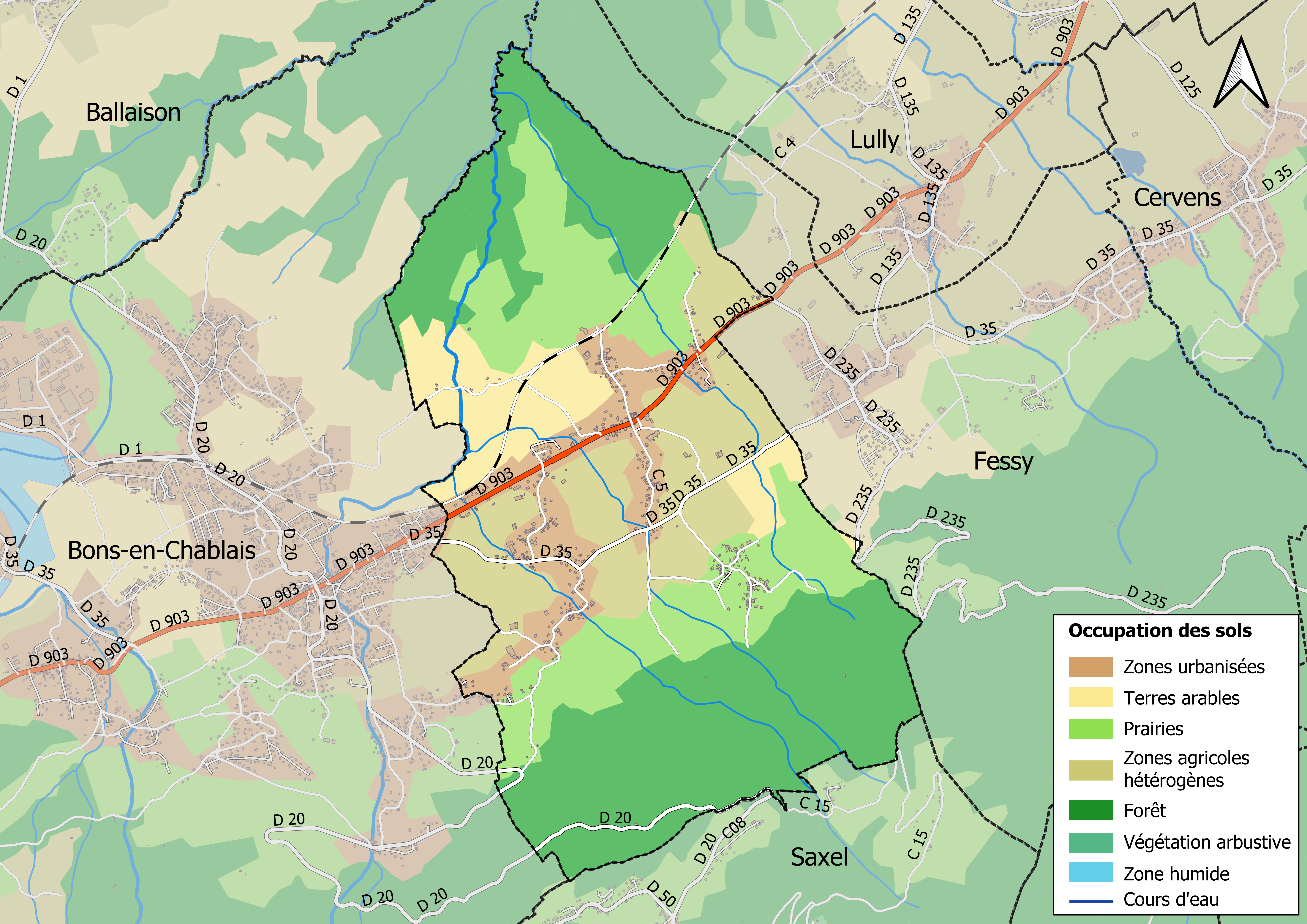
Kaart van de gemeente met de belangrijkste infrastructuur, bodemgebruik en omliggende gemeenten

## Demografie
Onderstaande figuur toont het verloop van het inwonertal (bron: INSEE-tellingen).